# 自由ヶ丘学園高等学校
自由ヶ丘学園高等学校（じゆうがおかがくえんこうとうがっこう）は、東京都目黒区自由が丘二丁目にある私立高等学校。

## 概要
手塚岸衛が自由主義教育を掲げ、1930年（昭和5年）に創立（同校によると1930年（昭和5年）創立とともに1927年（昭和2年）創立という記述もある）。同時に町名及び駅名が自由ヶ丘（現自由が丘）と改称される。当初、学園は幼稚園、小学校（旧制）、中学校（旧制）から構成されていたが、手塚が死去したために経営難に陥る。1936年（昭和11年）に中学校部門は藤田喜作に引き取られて再出発し、「質実剛健の野草的教育」を目標に、青少年の教育に専念することを打ち出した。
幼稚園と小学校は小林宗作が継承してトモエ学園としたが、戦災で小学校が、次いで小林の死去で幼稚園も廃止されたため、現在は同高校のみが当初から続く自由ヶ丘学園の系譜を守っていることになる。
1948年（昭和23年）、学制改革によって新制の自由ヶ丘学園中学校・高等学校に改編。1959年（昭和34年）度に中学校を休校とし、高等学校のみとなる（中学校は1994年（平成6年）度に正式に廃校になった）。
1994年（平成6年）より、校舎及び体育館の建て替え工事、校庭の整備が始まり、2001年（平成13年）度に付属棟をもって完成。
2021年（令和3年）、2023年4月に共学化されることが発表された。
2023年（令和5年）、男女共学化。

## 特徴
- 校舎の設備は充実しており、全館冷暖房完備。芸術科目関連の教室や視聴覚教室、LL教室など施設は整っている。
- 全校舎及びグラウンドにまでWi-Fi環境を整え、ノートパソコン、タブレット、スマートフォンなど様々な端末を活用した「学びたいときに学ぶ」を実現。
- 全教室にプロジェクター型電子黒板を設置し、ICT環境を整備。
- 「クリエイティブな発想で問題を解決する能力を鍛える」をモットーにしたSTEAM教育、大学や企業との連携プログラムや体験学習の充実。
- TED×Tokyoの創始者、パトリック・ニュウエル氏がアドバイザーに就任。
- レスリング部は東京都を代表する名門校。毎年、全国大会で上位進出者を輩出している。監督を務めているのは、元日本チャンピオンでバルセロナオリンピックに出場した奥山恵二氏である。

## 校名の由来
自由ヶ丘の由来は創設者の手塚岸衛の教育目標である自由主義教育を具現化したものである。

## 建学の精神
- 人に親しまれ信頼される人間になれ
実行力があり、人間味豊かな人格の形成を目的とする。
- 野草の如く強くたくましい人間になれ
一握りの土と数滴の水さえあれば、大地に根を下ろし、春になれば新しい生命力を得て、芽を吹き出す野草のごとく、力づよい人間となり、社会に貢献できる人材の育成を目的とする。
- 礼儀・体力・友愛の精神の養成

## 校章の由来
校章はフェニックス。エジプト神話の霊鳥、深紅と金色におおわれた不死鳥。500年ごとにアラビアの砂漠から飛来し、自ら神壇の霊火に身を投じ、その灰から再び新しい生命を得て飛び立つ不死永生の象徴。無限の生命力と若人の純真な情熱、何ものにもくじけない全身と創造を表現している。

## 部活動

### レスリング部
全国の強豪校であり、毎年、全国高等学校総合体育大会などの全国大会に多くの選手を送り込んでいる東京の名門校である。
- 2002年（平成14年）全国高等学校総合体育大会団体戦2回戦進出
- 2003年（平成15年）全国高等学校総合体育大会団体戦出場
- 2004年（平成16年）
  - 全国高校選抜大会団体戦2回戦進出
  - 全国高等学校総合体育大会団体戦2回戦進出ならびに60kg級第3位
  - 全国高校生グレコローマン選手権大会84kg級優勝ならびに60kg級準優勝
- 2006年（平成18年）
  - 全国高校選抜大会団体戦出場
  - 全国高校生グレコローマン選手権大会55kg級ベスト8
- 2007年（平成19年）
  - 関東高等学校レスリング大会グレコローマンスタイル60kg級優勝
  - 国民体育大会グレコローマンスタイル50kg級第5位
- 2008年（平成20年）
  - 関東高等学校レスリング大会フリースタイル50kg級優勝
  - 全国高等学校総合体育大会50kg級第3位
  - 全国高校生グレコローマン選手権大会50kg級準優勝
  - 国民体育大会グレコローマンスタイル50kg級優勝
- 2009年（平成21年）
  - 関東高校選抜大会60kg級準優勝
  - 全国高等学校総合体育大会団体戦2回戦進出ならびに50kg級優勝
  - 全国高校生グレコローマン選手権大会66kg級第3位
  - 国民体育大会フリースタイル50kg級優勝
- 2010年（平成22年）
  - 全国高校選抜大会団体戦出場ならびに50kg級優勝
  - 関東高校選抜大会55kg級優勝
  - 全国高等学校総合体育大会団体戦出場ならびに50kg級優勝
  - 全国高校生グレコローマン選手権大会96kg級第3位
  - 国民体育大会フリースタイル50kg級準優勝
- 2011年（平成23年）
  - 全国高等学校総合体育大会60kg級準優勝
  - 国民体育大会フリースタイル60kg級準優勝ならびに66kg級第3位
- 2014年(平成26年)
  - 全国高等学校総合体育大会55kg級優勝
  - 全国高等学校総合体育大会団体ベスト16
- 2015年(平成27年)
  - 全国高等学校総合体育大会84kg級第3位
  - 全国高等学校総合体育大会団体ベスト16
  - 全国高校生グレコローマン選手権大会74kg級第3位
  - 国民体育大会グレコローマンスタイル74kg級第3位
- 2016年（平成28年）
  - 全国高等学校総合体育大会96kg級第3位
  - 全国高等学校総合体育大会団体ベスト8
  - 全国高校生グレコローマン選手権大会96kg級優勝
  - 国民体育大会フリースタイル50kg級とグレコローマンスタイル96kg級優勝

その他関東大会 国際大会等上位入賞あり

### フットサル部
- 2003年（平成15年）東京都U-18フットサル大会準優勝
- 2004年（平成16年）東京都フットサルチャレンジU-18大会第4位
- 2006年（平成18年）東京都フットサルチャレンジU-18大会第5位
- 2010年（平成22年）東京都U-18フットサルリーグ2部第3位

### 写真部
- 2005年（平成17年）道のある風景写真コンクール銅賞受賞

## 交通・周辺環境
- 東急東横線・大井町線 自由が丘駅 徒歩7分
- 東急バス
  - 黒02・東98 八雲三丁目下車
  - 渋11 自由ヶ丘学園下車[2]
- 北の高台に位置しており、自由が丘の閑静な住宅街に建つ。

## 著名な出身者
- 舟木一夫（歌手）
- 小池汪（写真家）
- 黒川高志（慶應義塾大学名誉教授）
- 桂才賀（落語家）
- 閔東旭（俳優）
- 新井康弘（俳優）
- フジタ"Jr"ハヤト（みちのくプロレス）
- 大塚隆史（格闘家）
- 竹田誠志（プロレスラー）
- 遠藤功章（レスリング選手）
- 長谷川敏裕（レスリング選手）
- 塩谷優（レスリング選手）
- 新田明臣（元キックボクサー）
- 和田拓也（格闘家）
- 根橋克佳（実業家）
- 石脇誠（YouTuber）
- 芦野祥太郎（プロレスラー）
- 本田竜輝（プロレスラー）
- 川田忍 (競輪選手)
- 矢野間啓治（元俳優）